# يا نبي سلام عليك

يا نبي سلام عليك أغنية للمغني السويدي ماهر زين (لبناني الأصل)، صدرت عام 2009، ضمن ألبوم الإستوديو الأول للمغني" الحمد لله"، كتب الأغنية وحيد شبير وعمر مغلقك ، وألحان حمزة نمرة ، وحازت عام 2010 على جائزة «أفضل أغنية إسلامية» من المحطة الإذاعية الموسيقية الرائدة في الشرق الأوسط نجوم إف إم متغلب على نجوم بارزين مثل حسين الجسمي ومحمد منير وسامي يوسف.
فيديو كليب الأغنية «يا نبي سلام عليك» صدر في 13، أغسطس 2011، صدر عن شركة تسجيلات أوايكننغ، وصدر الفيديو بثلاث نسخ (عالمية، عربية، تركية)، النسخة الرسمية من الفيديو كليب هي النسخة العالمية والتي تتكون من 4 لغات مشتركة (التركية والإنجليزية في المقطع الأول، والماليزية والعربية في المقطع الثاني)، ثم صدرت النسخة العربية والتركية منفردة، والآن النسخة العالمية من الفيديو كليب قد حطمت 81 مليون مشاهدة على اليوتيوب.

## كلمات الأغنية
جئت بعد العسر يسرا
ربنا اعلاك قدرا
يا إمام الأنبياء
أنت في الوجدان حي
أنت للعينين ضي
أنت عند الحوض ري
انت هاد وصفى
يا حبيبي يا محمد
يا نبي سلام عليك
يا رسول سلام عليك
يا حبيب سلام عليك
صلوات الله عليك
يا نبي سلام عليك
يا رسول سلام عليك
يا حبيب سلام عليك
صلوات الله عليك
يرتوي بالحب قلبي
حبي خيري رسلي ربي
من به أبصرت دربي
يا شفيعي يا رسول الله
أيها المختار فينا
زادنا الحب حنينا
جئتنا بالخير دينا
يا ختام المرسلين
يا حبيبي يا محمد

## وصلات خارجية
- https://www.metrolyrics.com/ya-nabi-lyrics-maher-zain.html
- https://www.dailymotion.com/video/x6cyqj5
- https://www.azlyrics.com/lyrics/maherzain/yanabisalamalaykaarabicversion.html